# Robert Hossein
Robert Hossein, eredeti nevén Abraham Hosseinoff (Párizs, 1927. december 30. – Essey-lès-Nancy, 2020. december 31.) francia színpadi és filmszínész, színpadi és filmrendező, író.

## Élete

### Származása, pályakezdése
Édesapja Aminollah Hossein (1905–1983), iráni (vagy azerbajdzsáni) gyökerű, fárszi anyanyelvű, zoroasztriánus vallású zenész és zeneszerző volt, aki Aminulla Huszejnov néven született Szamarkandban. Moszkvában tanult, áttért az ortodox keresztény vallásra, ekkor Andrej keresztnevet kapott. (Később Franciaországban André Hosseinoff néven szerepelt.) 1922-ben Németországba  utazott, Berlinben és Stuttgartban tanult zenét, majd beiratkozott a párizsi Konzervatóriumba. Magánórákat vett Paul Vidal zeneszerzőtől is. 1927-ben Párizsban megnősült, feleségül vette a besszarábiai Sorocában született, zsidó etnikumú Anna Minevschi (Minevszki, Minevski) színpadi színésznőt, aki szüleivel és bátyjával együtt az orosz forradalom után emigrált Párizsba.
A házaspár Párizsban rendezkedett be, itt született fiuk, Abraham, az 1927. év végén. Orosz családnevüket (Huszejnov) franciás írásmóddal Hosseinoff-nak jegyezték be, később rövidítették Hossein-re. A fiú később a Robert Hossein művésznevet vette fel.
Franciaország német megszállása alatt szülei és rokonai együttműködtek a francia ellenállással. Anyai nagybátyját, Lova Minevskit 1943 júliusában letartóztatták és kivégezték.
Robert színészmesterséget tanult René Simon és Tania Balachova kurzusain. 19 évesen, 1946-ban lépett először színpadra, szerepelt a Les voyous (Csibészek) c. darabban. Kedvet kapott a színpadi rendezéshez is, már egészen fiatalon színre vitt népszerű regényadaptációkat, így a Dr. Jekyll és Mr. Hyde különös esetét is.

### Színházi munkássága
1970-ben Hossein a reimsi állami színházhoz szegődött, ahol szabadon próbálkozhatott, kísérletezhetett. Színházi rendezőként olyan klasszikus darabokat állított színpadra, mint Shakespeare Rómeó és Júliáját, Jean-Paul Sartre Főbelövendők klubja (Huis clos) c. vígjátékát, Victor Hugo Hernani-ját és a szintén Hugo regényéből írt A nyomorultak (Les Misérables) című musicalt. Modern, 19-20. századi regényadaptációkat is színpadra vitt, így John Steinbeck Egerek és emberek c. drámáját, Dosztojevszkij Bűn és bűnhődését, Makszim Gorkij Éjjeli menedékhelyét.
1972-ben Reims-ben állította színpadra Federico García Lorca Bernarda Alba háza c. drámáját, címszerepben Annie Ducaux-val (1908–1996), a Comédie-Française társulatának örökös tagjával. A két színház koprodukciójában létrejött reimsi előadáson debütált az akkor 17 éves Isabelle Adjani, az itt elért átütő siker indította el színpadi pályáján, innen került maga is a Comédie-Française-hez. Hossein rendezését később átvette a párizsi Odéon Színház is.

### Filmszínészi és filmrendezői pályája

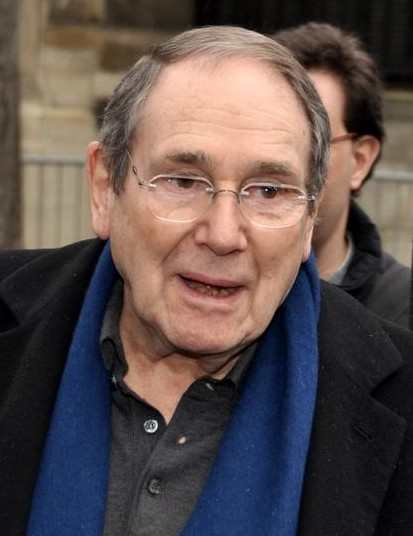
Robert Hossein, 2013

1956-ban akkori feleségével, Marina Vladyval együtt játszott Georges Lampin rendező Bűn és bűnhődés c. filmdrámájában, ahol Raszkonyikovnak (filmbeli nevén René Brunelnek) karakteres szerepét alakította.
1964–1968-ben szerzett hírnevet Bernard Borderie rendező Angélique-filmjeiben, a markáns Jeoffrey de Peyrac lovag szerepében, a címszereplő Michèle Mercier partnereként. Ezután főleg kemény gengszterek, vadnyugati revolverhősök és egyéb nyugtalanító alakok szerepeit kapta egymás után, és formálta meg ezeket magas színvonalon. Kevésbé ismert, hogy Hossein 1968-ban már Sergio Leone nagy sztárparádét felvonultató filmeposzában, a Volt egyszer egy Vadnyugat-ban is látható, mint névtelen mellékszereplő, Frank (Henry Fonda) fegyveres banditáinak egyike.
A ritka kivételek közé tartozik Denys de La Patellière rendező 1973-as filmdrámája, a Prêtres interdits, amely a szigorú francia családi hagyományok, a papi cölibátus és a németellenes ellenállásban való részvétel ellentmondásait dolgozza fel, ebben Hossein játszotta a férfi főszereplőt, Jean Rastaud apátot (abbét), ifjú szerelmét Claude Jade alakította. E film egyik mellékszereplője, Michèle Watrin lett rövidesen Hossein harmadik élettársa.
1981-ben Georges Lautner A profi c. akciófilmjében ismét kemény fiút alakított, Rosen rendőrfelügyelőt, Josselin ügynök (Jean-Paul Belmondo) kérlelhetetlen ellenfelét.
Filmrendezőként mindig előszeretettel fordult a film noir műfaja és művészi eszközei felé.
1982-ben filmre vitte Victor Hugo művét, A nyomorultakat (Les misérables). Ebben ő maga nem jelenik meg a vásznon, a főszerepeket Lino Ventura (Jean Valjean), Jean Carmet (Thénardier) és Michel Bouquet (Javert felügyelő) alakították. A forgatókönyvet Alain Decaux, a film zenéjét Robert édesapja, Aminollah (André) Hossein írta. A filmben szerepelt Robert negyedik felesége, Candice Patou, és kisebb szerepet kapott második feleségétől született fia, Nicolas Hossein is. 1995-ben a regény Claude Lelouch által rendezett újabb filmváltozatában Hossein csak kisebb szerepet, a ceremóniamestert vállalta el. A három főszerepet Jean-Paul Belmondo (Jean Valjean), Philippe Léotard (Thénardier) és Philippe Khorsand (Javert) vitték.

### Házasságai, élettársai
- Első felesége az orosz származású Marina Vlady (*1938) színésznő volt (ekkor még Catherine Marina Poliakoff néven), akivel több filmben szerepeltek együtt. A házasságból, melyet 1955. december 23-án kötöttek, két fiú született, Igor és Pierre. 1959 szeptemberében nagy feltűnést keltve olyan helikopterrel érkeztek a Velencei Filmfesztiválra, amelyre nagy vörös horogkeresztet festettek.[23] 1959 végén elváltak.
- Második felesége Caroline Eliacheff(wd) (*1947) volt, aki 14 évesen megszökött otthonról. Egy évvel később viszonyba keveredett Hosseinnel. 1962. június 7-én, 15 évesen, Charles de Gaulle köztársasági elnök külön engedélyével feleségül ment az ekkor 35 éves Hosseinhez. 1963-ban megszületett Nicolas nevű fiuk, 1964-ben elváltak. Caroline Eliacheff később ismert pszichiáter és szakíró lett. Fiuk később Aaron Eliacheff néven rabbi lett Strasbourg-ban.
- 1973-ban, a Prêtres interdits filmdráma forgatásán találkozott a 24 éves Michèle Watrin(wd) (1949–1974) színésznővel, akivel hamarosan élettársi kapcsolatot létesített. 1974. augusztus 2-án az A7-es autópályán, Valence közelében súlyos autóbalesetet szenvedtek, Michèle meghalt. Hossein túlélte, a bíróság felmentette a felelősség alól.[24]
- 1976. június 28-án Reimsben egybekelt Candice Patou(wd) (*1947) színésznővel, akitől Julien nevű fia született.

### Hitvallása
Az 1970-es évek közepén Hossein – II. János Pál pápa hatására, Julien nevű fiának keresztelőjével egyidőben – áttért a római katolikus hitvallásra. 2007-ben Párizsban Ne féljetek (N’ayez pas peur) címmel nagyszabású színpadi előadást rendezett a 2005-ben elhunyt II. János Pál tiszteletére. Interjúkban elmondta, teljes mértékben sajátjának érzi Lisieux-i Szent Teréz hitvallását. 2016 áprilisában a római Szent Péter téren találkozott Ferenc pápával. A Vatikáni Rádiónak elmondta, fontosnak tartja az állami fenntartású színházak védelmét, hogy „a fiatalok a kultúrában, az értelemben és a hitben perspektívát láthassanak.”

### Halála
Koronavírus-fertőzés miatt súlyos légzési problémái alakultak ki. 2020. december 31-én egy párizsi kórházban meghalt.

## Filmjei
Filmszerepei
- 1948: A sánta ördög (Le diable boiteux), rend. Sacha Guitry
- 1955: Série noire, Jo, rend. Pierre Foucaud
- 1955: Rififi a férfiak közt (Du rififi chez les hommes), Remi Grutter, rend. Jules Dassin
- 1955: Les salauds vont en enfer, (1955)
- 1956: Bűn és bűnhődés (Crime et châtiment), René Brunel, rend. Georges Lampin
- 1956: Sait-on jamais?, Sforzi, rend. Roger Vadim
- 1957: Méfiez vous, filettes, Raven, rend. Yves Allégret
- 1958: Az árban (La liberté surveillée), Jean Rungis, rend. Henri Aisner, Vladimír Vlcek
- 1958: Des femmes disparaissent, Pierre Rossi, rend: Édouard Molinaro
- 1959: Du rififi chez les femmes, Marcel Point-Bleu, rend. Alex Joffé
- 1959: Az ítélet (La sentence), Georges Lagrange, rend. Jean Valère
- 1960: Les canailles, Ed Dawson, rend. Maurice Labro
- 1961: La menace, Savary, rend. Gérard Oury
- 1961: A szókimondó asszonyság (Madame sans gêne), rend. Christian-Jaque
- 1962: Les petits matins, bolond, rend. Jacqueline Audry
- 1962: Le monte-charge, Robert Herbin, rend. Marcel Bluwal
- 1962: Le repos du guerrier, Renaud Sarti, rend. Roger Vadim
- 1963: Le meurtrier, Corby,  rend. Claude Autant-Lara
- 1963: Le vice et la vertu, Schöndorf SS-ezredes, rend. Roger Vadim
- 1963: Les grands chemins, Samuel, rend. Christian Marquand
- 1963: Chair de poule, Daniel Boisset, rend. Julien Duvivier
- 1963: Le commissaire mène l’enquête, szerető, rend. Fabien Collin
- 1964: Angélique, az angyali márkinő (Angélique, Marquise des anges), Jeoffrey de Peyrac, rend. Bernard Borderie
- 1964: Banco à Bangkok pour OSS 117, Dr. Sinn, rend: André Hunebelle
- 1965: The Dirty Game / Guerre secrète, Dupont, rend. Christian-Jaque, Carlo Lizzani
- 1965: La fabuleuse aventure de Marco Polo, Nayam vezír, rend. Denys de La Patellière, Raoul Lévy
- 1965: Égiháború (Le tonnerre de Dieu), Marcel, rend. Denys de La Patellière
- 1966: Madamigella di Maupin, Alcibiade kapitány, rend. Mauro Bolognini
- 1966: Angélique és a király(wd) (Angélique et le roy), Jeoffrey de Peyrac, rend. Bernard Borderie
- 1966: La seconde vérité, Pierre Montaud ügyvéd, rend. Christian-Jaque
- 1966: Út a túlsó partra (La longue marche), Carnot, rend. Alexandre Astruc
- 1966: Brigade antigangs, Le Goff felügyelő, rend. Bernard Borderie
- 1966: La musica, férfi, rend: Marguerite Duras, Paul Seban
- 1967: L’homme qui trahit la mafia, Bianchini mester, rend. Charles Gérard
- 1967: Lamiel, Roger Valber, rend. Jean Aurel
- 1967: A legyőzhetetlen Angélique(wd), (Indomptable Angélique), Jeoffrey de Peyrac, rend. Bernard Borderie
- 1968: La petite vertue, Louis Brady, rend. Serge Korber
- 1968: Angélique és a szultán (Angélique et le Sultan), Jeoffrey de Peyrac, rend. Bernard Borderie
- 1968: Niente rose per OSS 117 / Pas de roses pour OSS 117, Dr. Saadi, rend. Renzo Cerrato, Jean-Pierre Desagnat
- 1968: Volt egyszer egy Vadnyugat (C’era una volta il West), Frank fegyverese, rend. Sergio Leone
- 1968: A magánóra (La leçon particulière), Enrico Fontana, rend. Michel Boisrond
- 1968: La battaglia di El Alamein, Erwin Rommel tábornagy, rend. Giorgio Ferroni (Jackson Calvin Padget álnéven)
- 1969: Maldonne, Martin von Klaus, rend. Sergio Gobbi
- 1969: A skarlátruhás nő (La femme écarlatte), Julien, rend. Jean Valère
- 1969: Le voleur de crimes, Christian, rend. Nadine Trintignant
- 1969: La battaglia del deserto / Heiß über Afrikas Erde, Curd Heinz százados, rend. Mino Loy
- 1969: A karbonárik (Nell anno del signore), Leonida Montanari, rend. Luigi Magni
- 1969: Farkasok ideje, (Le temps des loups), John Dillinger, rend. Sergio Gobbi
- 1970: Les belles au bois dormantes / L’intreccio, Serge Belaïeff, rend. Pierre Chenal, Dave Young álnév alatt
- 1971: Le juge, Black Beard, rend. Federico Chentrens és Jean Girault, mindketten Richard Owens álnév alatt
- 1971: La part des lions, Maurice Ménard, rend. Jean Larriaga
- 1971: A betörés (La Casse), Ralph, rend. Henri Verneuil
- 1972: Hellé, Kleber, rend. Roger Vadim
- 1972: A halott asszony visszatér (Un meurtre est un meurtre), Jean Carouse, rend. Étienne Périer
- 1973: Don Juan, avagy ha Don Juan nő lett volna (Don Juan ou Si Don Juan était une femme…), Louis Prévost, rend. Roger Vadim
- 1973: Un officier de police sans importance, Pierre, rend Jean Larriaga
- 1973: Prêtres interdits, Jean Rastaud abbé, rend. Denys de La Patellière
- 1973: Vogue la galère, tévéfilm, Simon, Raymond Rouleau
- 1974: Le tour d’écrou, tévéfilm, Peter Quint, Raymond Rouleau
- 1974: Le protecteur, Arnaud, rend. Roger Hanin
- 1975: Le faux-cul, Kaminsky, rend. Roger Hanin
- 1978: L’amant de poche, államvédelmi miniszter, rend. Bernard Queysanne
- 1979: Démons du Midi, színházi rendező, rend. Christian Paureilhe
- 1981: Egyesek és mások (Les uns et les autres), Simon Meyer / Robert Prat, rend. Claude Lelouch
- 1981: A profi (Le professionnel), Rosen felügyelő, rend. Georges Lautner
- 1982: La grand pardon, Manuel Carreras, rend. Alexandre Arcady
- 1982: Házibuli és szerelem (Surprise party), André Auerbach, rend. Roger Vadim
- 1983: Lorna et Ted, Ted, rend. Michel Fagadau
- 1986: Egy férfi és egy nő 20 év múlva (Un homme et une femme, 20 ans déjà), önmaga, rend. Claude Lelouch
- 1987: Lévy és Góliát (Lévy et Goliath, üzletfél, rend. Gérard Oury
- 1988: La croisade des enfants, Fülöp Ágost király, rend. Serge Moati
- 1988: Les enfants de désordre, Robert, rend. Yannick Bellon
- 1988: Le pavé du gorille, tévéfilm, Joseph Beaucis, rend. Roger Hanin
- 1992: Idegen a házban (L’inconnu dans la maison), narrátor, rend. Georges Lautner
- 1994: L’affaire, Paul Haslans, rend. Sergio Gobbi
- 1995: A nyomorultak (Les Misérables), ceremóniamester, rendező Claude Lelouch
- 1997: M.D.C. - Maschera di cera / Wax Mask, Boris Volkoff, rendező Sergio Salvati
- 1999: Vénusz szépségszalon (Vénus beauté (institut)), pilóta, rend. Tonie Marshall
- 1999: Gialloparma, Bocchi bíró, rend. Alberto Bevilacqua
- 2003: Antigoné (Antigone), tévéfilm, Kreón, rend. Nicolas Briançon
- 2004: San Antonio, miniszter, rend. Frédéric Auburtin
- 2005: A bíró és a testőre (Le juge), tévésorozat, Roger Marino, rend. Vincenzo Marano
- 2006: Apró gyilkosságok a családban (Petits meurtres en famille), tévésorozat, Simon, rend. Edwin Baily[26]
- 2007: A 401-es szoba titka (La disparue de Deauville), Antoine Bérangère, rend. Sophie Marceau
- 2008: Egy ember és kutyája (Un homme et son chien), hajléktalan, rend. Francis Huster
- 2020: Noni - Le fruit de l’espoir, nagypapa, rend. Alain Williams

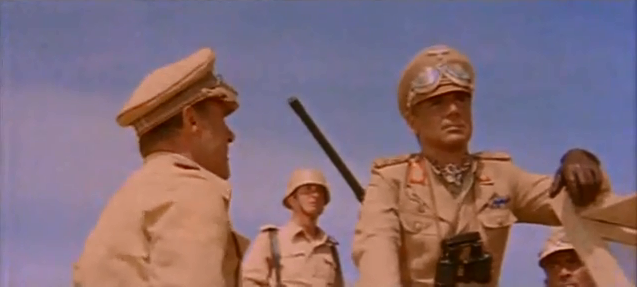
Hossein Rommel tábornagy szerepében az El Alemein-i csata (1968) c. filmben

Saját rendezésű filmjei és szerepei
- 1955: Les salauds vont en enfer, Fred szerepében és Marina Vladyval
- 1956: Pardonnez nos offenses, névtelen szerepében és Marina Vladyval
- 1958: Toi… le venin, Pierre Menda szerepében és Marina Vladyval
- 1959: Kémek éjszakája (La nuit des espions), főszerepben is, Marina Vladyval
- 1960: Les scélérats, Jess Roland szerepében, és Michèle Morgannal
- 1961: Le goût de la violence, Perez szerepében, vele Giovanna Ralli, Mario Adorf
- 1961: Le Jeu de la verité, rendőrfelügyelő szerepében is
- 1963: A bérgyilkos halála (La mort d’un tueur), Pierre Massa szerepében
- 1964: Les yeux cernés, Franz szerepében, és Michèle Morgannal
- 1965: Le vampire de Dusseldorf, Peter Kuerten szerepében
- 1967: J’ai tué Raspoutine, Serge Sukhotin szerepében is
- 1969: Temető fejfák nélkül (Une corde, un Colt…), Manuel szerepében, vele Michèle Mercier és Gina Lollobrigida
- 1970: Point de chute, egy fickó szerepében, Johnny Hallyday mellett,
- 1975: Egerek és emberek (Des souris et des hommes), szerepel is, vele Mario David és Candice Patou
- 1982: A nyomorultak (Les misérables), főszereplők Lino Ventura, Jean Carmet, Michel Bouquet
- 1985: Le caviar rouge, Alex szerepében, vele Candice Patou
- 2002: Főbelövendők klubja Huis clos, tévéfilm, Garcin szerepében
- 2010: L’affaire Seznec: c’est vous qui allez le juger, a prezentátor szerepében

## Könyve
- Robert Hossein, François Vayne. Je crois en l’homme parce que je crois en Dieu (francia nyelven). Presses de la Renaissance. Series Chemin faisant (2006). ISBN 978-2750912635

## Kapcsolódó információk
- Robert Hossein a PORT.hu-n (magyarul)
- Robert Hossein az Internetes Szinkronadatbázisban (magyarul)
- Robert Hossein az Internet Movie Database-ben (angolul)
- Robert Hossein a Rotten Tomatoeson (angolul)
- Robert Hossein az AlloCiné weboldalán (franciául)
- Robert Hossein Profile. Famousfix.com. (Hozzáférés: 2023. január 18.)